# Aref Gholami
Aref Gholami (ur. 19 kwietnia 1997 w Gorganie) – irański piłkarz grający na pozycji środkowego obrońcy. W sezonie 2021/2022 występuje w klubie Esteghlal Teheran.

## Kariera klubowa

### Sepahan Isfahan
Gholami zadebiutował dla Sepahan Isfahan 1 grudnia 2016 roku w przegranym 2:1 spotkaniu przeciwko Gostareszowi Fulad. Ostatecznie dla tego klubu Irańczyk rozegrał 34 mecze, nie strzelając żadnego gola.

### Zob Ahan Isfahan
Gholami przeniósł się do Zob Ahan Isfahan 5 sierpnia 2018 roku. Debiut dla tego zespołu zaliczył on 22 września 2018 roku w meczu z Esteghlalem Chuzestan (przeg. 1:0). Łącznie w barwach Zob Ahan Isfahan Irańczyk wystąpił 7 razy, nie zdobywając żadnej bramki.

### Fulad Ahwaz
Gholami przeszedł do Fulad Ahwaz 3 lutego 2019 roku. Zadebiutował on dla tego klubu tydzień później w wygranym 2:1 spotkaniu przeciwko Persepolis FC. Ostatecznie dla Fulad Ahwaz Irańczyk rozegrał 8 meczów, nie strzelając żadnego gola.

### Esteghlal Teheran
22 lipca 2019 roku Gholami został zawodnikiem Esteghlalu Teheran. Debiut dla tego zespołu zaliczył on 29 sierpnia 2019 roku w zremisowanym 1:1 starciu przeciwko swojej byłej drużynie – Fulad Ahwaz. Pierwszego gola piłkarz ten strzelił 21 października 2019 roku w meczu z Saipą Karadż (wyg. 0:4), notując również asystę. Do 23 sierpnia 2021 w barwach Esteghlalu Teheran Irańczyk wystąpił 57 razy, zdobywając jedną bramkę.

## Kariera reprezentacyjna
| Mecze i gole w reprezentacji | Mecze i gole w reprezentacji | Mecze i gole w reprezentacji | Mecze i gole w reprezentacji | Mecze i gole w reprezentacji | Mecze i gole w reprezentacji | Mecze i gole w reprezentacji | Mecze i gole w reprezentacji            |
| Iran U-19                    | Iran U-19                    | Iran U-19                    | Iran U-19                    | Iran U-19                    | Iran U-19                    | Iran U-19                    | Iran U-19                               |
| Lp.                          | Data                         | Miejsce                      | Gospodarz                    | Gość                         | Wynik                        | Gol                          | Rozgrywki                               |
| ---------------------------- | ---------------------------- | ---------------------------- | ---------------------------- | ---------------------------- | ---------------------------- | ---------------------------- | --------------------------------------- |
| 1.                           | 02.10.2015                   | Meszhed                      | Iran U-19                    | Nepal U-19                   | 10:0                         |                              | Mistrzostwa Azji U-19 2016 – eliminacje |
| 2.                           | 04.10.2015                   | Meszhed                      | Jordania U-19                | Iran U-19                    | 0:3                          |                              | Mistrzostwa Azji U-19 2016 – eliminacje |
| 3.                           | 06.10.2015                   | Meszhed                      | Iran U-19                    | Kuwejt U-19                  | 2:0                          |                              | Mistrzostwa Azji U-19 2016 – eliminacje |
| 4.                           | 14.10.2016                   | Ar-Rifa                      | Katar U-19                   | Iran U-19                    | 1:1                          |                              | Mistrzostwa Azji U-19 2016              |
| 5.                           | 17.10.2016                   | Ar-Rifa                      | Iran U-19                    | Japonia U-19                 | 0:0                          |                              | Mistrzostwa Azji U-19 2016              |
| 6.                           | 20.10.2016                   | Manama                       | Jemen U-19                   | Iran U-19                    | 0:1                          |                              | Mistrzostwa Azji U-19 2016              |
| 7.                           | 24.10.2016                   | Manama                       | Uzbekistan U-19              | Iran U-19                    | 0:2                          |                              | Mistrzostwa Azji U-19 2016              |
| 8.                           | 27.10.2016                   | Manama                       | Arabia Saudyjska U-19        | Iran U-19                    | 6:5                          |                              | Mistrzostwa Azji U-19 2016              |
| Iran U-20                    |                              |                              |                              |                              |                              |                              |                                         |
| Lp.                          | Data                         | Miejsce                      | Gospodarz                    | Gość                         | Wynik                        | Gol                          | Rozgrywki                               |
| 1.                           | 24.05.2017                   | Czedżu                       | Zambia U-20                  | Iran U-20                    | 4:2                          |                              | Mistrzostwa Świata U-20 2017            |
| 2.                           | 27.05.2017                   | Inczon                       | Portugalia U-20              | Iran U-20                    | 2:1                          |                              | Mistrzostwa Świata U-20 2017            |
| Iran U-23                    |                              |                              |                              |                              |                              |                              |                                         |
| Lp.                          | Data                         | Miejsce                      | Gospodarz                    | Gość                         | Wynik                        | Gol                          | Rozgrywki                               |
| 1.                           | 09.09.2019                   | Amman                        | Uzbekistan U-23              | Iran U-23                    | 4:1                          |                              | Mecz towarzyski                         |
| 2.                           | 14.10.2019                   | Doha                         | Australia U-23               | Iran U-23                    | 1:2                          |                              | Mecz towarzyski                         |
| 3.                           | 13.11.2019                   | Pakansari                    | Indonezja U-23               | Iran U-23                    | 1:1                          |                              | Mecz towarzyski                         |
| 4.                           | 16.11.2019                   | Pakansari                    | Indonezja U-23               | Iran U-23                    | 2:1                          |                              | Mecz towarzyski                         |